# Christine Aventin
Christine Aventin, née le 3 août 1971 à Hermalle-sous-Argenteau, est une femme de lettres belge contemporaine.
Longtemps "vendue" comme la "Sandra Kim des lettres", elle est devenue une autrice brillante qui nous parle de sexualité, de genre et de norme.

## Biographie

### Jeunesse
Issue d'une famille de la classe moyenne liégeoise, Christine a toujours aimé écrire et est encouragée par ses professeurs de français qui apprécient ses rédactions.
Elle écrit son premier roman à l'âge de 15 ans, Le cœur en poche, qui se vendra à plus de 100 000 exemplaires et sera traduit en 17 langues.
Initialement peu à l'aise face au thème cru de la prostitution traitée par l'auteur, ses parents acceptent au fur et à mesure de son succès littéraire la carrière de leur fille, tout en déplorant le rythme des opérations de promotion imposé par l'éditeur Gallimard
Simone Gallimard loue son caractère en décrivant l'auteur comme « gentille et modeste », « gaie et charmante », assumant avec courage ses moments de tristesses, « fonceuse », « sérieuse », « travailleuse » et qu'elle dispose d'une « vertu de l'amitié ». Selon l'éditrice, une relation de confiance s'installe entre les deux femmes ; l'auteur indique quant à elle que l'éditeur est « une amie ». Cette relation n'est pas du goût du père de l'auteur, qui craint qu'elle lui « prenne sa fille ».
Elle publie ensuite son second roman Le Diable peint en 1990, qui ne rencontre pas le même succès.
Dans un ouvrage de 2013, Christine Aventin présente une autre version des faits : ces deux romans auraient été écrit par son père.

### Formation
Elle est licenciée agrégée en philologie romane de l'Université de Liège. Elle a, en outre, étudié la littérature anglaise à l'Université de Leeds en Grande-Bretagne, et suivi librement des cours de philosophie contemporaine. Elle a enseigné la littérature belge à l'Université Jagellone de Cracovie en Pologne. Elle a tâté du journalisme, notamment en assurant le poste de chef de rédaction au Magazine C4, revue trimestrielle socio-politique engagée, dont elle est toujours une collaboratrice régulière.

### Retour vers l'écriture
Après des années de silence, elle revient à l'écriture avec Le Désir demeuré publié une première fois en 2001 par les éditions Ancrages, puis ré-édité en 2006 par Le Somnambule équivoque dans la collection "Fulgurances". Il s'agit d'un roman aussi bref que dense, dont l'écriture poétique et la construction extrêmement travaillée manifestent une volonté claire pour l'auteur de rompre avec son image passée de "phénomène médiatique".
En 2005, paraît Portrait nu aux éditions du Cercle. S'y déploie une écriture sans détour, pour dire au plus proche de l'os, le corps, le sexe et la mémoire. Ce roman, classé par les libraires au rayon "érotique", est cependant un vrai pari littéraire pour l'auteur qui l'a sanglé dans une structure narrative aux contraintes multiples, inspirées par les pratiques oulipiennes.
Souffrant parfois de la solitude à laquelle son travail d'écriture romanesque la contraint, elle en vient à caresser l'idée du théâtre comme possibilité de création collective. C'est ainsi qu'elle collabore à l'écriture du spectacle Habit(u)ation d'Anne-Cécile Vandalem qui reçoit en 2011 le Prix du meilleur spectacle et le Prix de la meilleure création artistique et technique.
En mai 2011, elle participe, pour le Kunstenfestivaldesarts à Bruxelles, au projet du metteur en scène argentin Mariano Pensotti : Sometimes, I think I can see you. Il s'agit d'écrire en live sur écran rétroprojeté le spectacle qui s'improvise quotidiennement à la station Métro Botanique de Bruxelles.
En 2012, elle écrit pour la Maison Folie/le Manège de Mons une courte pièce sur la figure d'Antigone revisitée par le mythe de Barbe-bleue, intitulée Les Eléphantes.
Elle s’attelle ensuite, à la demande de Julie Antoine (directrice de la compagnie Berdache Production), à la dramaturgie et à la rédaction du texte de Red Shoes; un spectacle qui interroge et déconstruit les normes de genres, de désirs et d'identités. Sous-intitulé : Manipulation de corps, détournement d'objets et mots de tous les genres, ce spectacle est sélectionné pour l'édition 2013 du Festival mondial des théâtres de marionnettes de Charleville-Mézières. En outre, le texte de Christine Aventin est publié par les Éditions MaelstrÖm, dans la collection booklegs. Elle est par ailleurs la conceptrice et l'auteur de Objets de Controverse, une brochure diffusée à prix libre, qui vise à la diffusion large du B.A.-ba des théories queer.
Christine Aventin est aussi l'auteur d'Arbadacarba, un conte philosophe pour enfants réfléchis et vice-versa. Lu par la comédienne Lara Persain, il figure sur un CD-Cabaret intitulé Aux Âmes etc. Hip-pop-song-citadine poetry, une production du Collectif du Lion. Ce CD paraît en 2010 chez Homerecords
En janvier 2013, paraît Breillat des yeux le ventre, un ouvrage sous la forme d'un essai-fiction revisitant sa jeunesse, imaginée comme filmée par la réalisatrice Catherine Breillat pour l'un de ses films. Elle y aborde les thèmes de l'intimité, de transgression et du couple "bourreau-victime" à travers quatre chapitres explicitement intitulés : la virginité des filles, le viol, la grâce, et la cave. La question essentielle reste cependant pour l'auteur, dans ce livre comme dans les précédents, celle des mots, de l'émancipation d'une pensée par le corps et d'un corps par la fiction. Dans cet ouvrage, l'auteur prend des distances avec son passé, déclarant dans une interview « la gamine que je tue en public est morte en privé depuis longtemps, vous savez ». L'auteur y défend la thèse que ses romans de jeunesse ont en réalité été écrit par son père, et qu'elle les a signé de son nom. L'ouvrage reçoit en 2017 le prix quinquennal de l'essai de la fédération Wallonie-Bruxelles.
En mai 2014, à l'Espace Senghor à Bruxelles, Christine Aventin monte pour la première fois (nue) sur scène en compagnie de Milady Renoir à l'occasion du FiEstival #8 Presenz . Les deux performeuses y poétisent leur Potentia Gaudendi. L'acte sera posé derechef sur la scène du Reflector  en novembre 2015 à Liège, dans le cadre de l'Electro Glamour Night.
La même année, elle est invitée par la Compagnie Transquinquennal à collaborer à l'écriture de Quarante-et-un. Le spectacle, qui pose 41 questions sur la beauté, est créé pour le Kunstenfestival des Arts 2014.
L'écriture de Christine Aventin s'est toujours affirmée, quels que soient les sujets abordés, dans une recherche formelle exigeante. Rien d'étonnant donc à ce qu'elle fasse l'expérience explicite de la poésie ; en 2015, elle écrit Mors aux Dents ! un recueil de poèmes où se défragmente la figure libertaire du schizophrène, résistant à l'aliénation commune des gens "normaux". Ce recueil prend part à une œuvre collective, graphique et plastique, "Intermédiaire Variations" qui sera exposée à Mons en novembre 2015.
En avril 2021, l'auteur publie chez Zones "FeminiSpunk", un essai radical féministe décrit comme étant un texte "atomique et stimulant" ou une "réjouissante ode à la plus brave et irrévérencieuse des gamines", Fifi Brindacier, personnage créée par Astrid Lindgren. Un article de Livres Hebdo décrit l'ouvrage comme "Plein d'humour et pimenté d'un grain de folie, ce texte très personnel ressemble à un fourre-tout. Il suit sa propre logique, quitte à passer du coq à l'âne. Aussi exige-t-il une forme d'apnée pour absorber toutes ces vérités.".